# كري تشهار بنيتشة (ديناران)
کري تشهار بنیتشة (بالفارسية: کری چهاربنیچه) هي قرية تقع في إيران في قسم دیناران الريفي. يقدر عدد سكانها بـ 58 نسمة بحسب إحصاء 2016.